# Washington Etchamendi
Washington Etchamendi (Montevideo, 2 marzo 1921 – 30 maggio 1976) è stato un allenatore di calcio uruguaiano, tra i più vincenti nel calcio uruguaiano, dopo aver vinto tre campionati di fila alla guida del Nacional e tre coppe internazionali nel 1971 – a cui si aggiunge il campionato uruguaiano ottenuto nello stesso anno.

## Palmarès

### Allenatore

#### Competizioni nazionali
- Campionato uruguaiano: 3

Nacional: 1970, 1971, 1972

#### Competizioni internazionali
- Coppa Libertadores: 1

Nacional: 1971
- Coppa Intercontinentale: 1

Nacional: 1971
- Coppa Interamericana: 1

Nacional: 1971